# Jindřich IV. z Plavna
Jindřich IV. z Plavna (německy Heinrich IV. von Plauen; pravděpodobně 24. srpna 1510 Hartenštejn – 19. května 1554 Stadtsteinach během obléhání Plassenburgu) byl nejvyšší kancléř Českého království, purkrabí míšeňský, pán na Plavně, Geře, Greizu, Schleizu a Lobensteinu, pán na Toužimi, Hartenštejně, Andělské Hoře a Žluticích. Titul pán na Kynžvartě, stejně jako pán na Bečově (zde kromě intermezza v roce 1547) užíval pouze z tradice.

## Život

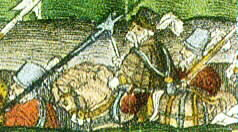
Jindřich IV. během obléhání města Hof, moderní barevná dřevořezba od Hanse Glasera

### Původ a rodina
Jindřich IV. pocházel ze starší linie rodu z Plavna. Byl syn míšeňského purkrabího Jindřicha III. († 1519) a jeho druhé manželky Barbory z Anhalt-Köthenu (1483 nebo 1487–1532/1533).
Jindřich se oženil před 29. srpnem 1532 s Markétou, dcerou hraběte Mikuláše I. ze Salmu-Neuburgu, se kterou měl dva syny:
- 1. Jindřich V. z Plavna (1533–1568), purkrabí míšeňský
  - ∞ (1555) princezna Dorota Kateřina Braniborsko-Ansbašská (1538–1604)
- 2. Jindřich VI. z Plavna (1536–1572), purkrabí míšeňský
  - ∞ 1. (1564) princezna Kateřina Brunšvicko-Lüneburská (1548–1565)
  - ∞ 2. (1566) princezna Anna Pomořansko-Štětínská (1531–1592)

### Mládí
Po smrti otce Jindřich nejprve vyrůstal v opatrovnictví matky, avšak po jejím sňatku v roce 1521 žil na Hartenštejně pod dohledem poručníka Zdeňka Lva z Rožmitálu, nejvyššího purkrabího Českého království, kterého ustanovila matka. Podle otcovy poslední vůle z 27. února 1515 byl Hartenštejn určen pouze pro něj a nemohl být považován za možný majetek manželky, pokud by se jeho matka znovu provdala. V červnu 1528 se jeho matka Barbora odloučila od Jana mladšího z Kolowrat na Mašťově a znovu se nazývala choť purkrabího (Burggräfin) míšeňská. Z panství Krásný dvůr u Mašťova se přestěhovala nejprve do Toužimi a v srpnu 1529 zpět do svého vdovského sídla na zámek Štědrá. Jindřichovu písemnou prosbu, aby k němu přijela na Hartenštejn, odmítla.

### Na dvoře v Praze
Jeho poručník ho dočasně ubytoval na pražském dvoře. Dne 5. dubna 1530 si nechal Jindřich od Ferdinanda I. obnovit listinu o propůjčení léna na purkrabství míšeňské. Nešlo mu o statky, které okupovaly jednotky wettinského kurfiřta Fridricha I. bezprostředně po smrti posledního bezdětného Meinhera, ale o titul a s ním spojené postavení a hlasování na říšském sněmu jako říšský kníže. V roce 1530 Jindřich doprovázel krále Ferdinanda jako jeden ze čtyř číšníků na říšský sněm v Augsburgu . Dne 19. září 1530 dokument také potvrdil císař Karel V. V létě roku 1532 se Jindřich oženil s Markétou, hraběnkou ze Salmu a Neuburgu. Mladý pár se v srpnu 1532 přestěhoval na Andělskou Horu. Jindřich předtím dokázal přesvědčit svou matku, aby opustila vdovské křeslo a přijela k němu, avšak asi o šest měsíců později zemřela.
V roce 1532 sestávalo území Jindřicha IV. ze čtyř panství Toužim, Hartenštejn, Andělská Hora a Štědrá. V roce 1537 Štědrá patřila k Toužimi a Hartenštejn a Andělská Hora byly sjednoceny. Registr úroků a daní z příjmu z tohoto období zmiňuje panství Andělská Hora-Hartenštejn. V červenci 1537 se Jindřichovi podařilo zaokrouhlit svůj majetek koupí menšího panství Žlutice.
Rovněž v červenci 1537 byla v Torgau pod předsednictvím sasko-ernestinského kurfiřta Jan Fridricha I. Velkorysého s pány Reussy z Plavna a Greizu uzavřena dědická smlouva o gerských panstvích v případě smrti bezdětných pánů z Gery. Když pak 7. srpna 1550 Jindřich z Gery bezdětný na zámku Burgk zemřel, Jindřich převzal jeho lenní dědictví. Od této chvíle měl Jindřich IV. ve své ruce celé sjednocené Fojtsko (Vogtland), které mu bylo přiděleno králem Ferdinandem. Po celý svůj život se musel bránit hádkám se svým nevlastním bratrem Jindřichem Nepravým a od konce Šmalkaldské války do své smrti vedl právní spory s Reussy o jejich dřívější panství a dědické následnictví pánů z Gery.
Dne 22. ledna 1542 jmenoval král Ferdinand I. Jindřicha IV. nejvyšším kancléřem Českého království, královským radou a komorníkem.

### Šmalkaldská válka
Jindřich se významně podílel na Pražské smlouvě ze dne 14. listopadu 1546 mezi českým králem Ferdinandem I. a albertinským vévodou Mořicem Saským na uvalení říšské kletby (achtu) proti ernestinskému kurfiřtovi Saska. Jako nejvyšší kancléř Českého království se Jindřich zúčastnil 24. dubna 1547 na straně císaře Karla V. a jeho bratra Ferdinanda I. bitvy u Mühlbergu a 19. května 1547 kapitulace ve Wittenbergu, která ukončila Šmalkaldskou válku. Ve stejné funkci byl na konci června 1547 v Praze, kam Ferdinand svolal český zemský sněm, který vstoupil do historie jako „krvavý“ a na kterém vedl Ferdinand I. soud nad odbojnými českými stavy.
Ze zabavených statků obdržel Jindřich mimo jiné hrad a město Bečov nad Teplou, které jeho pradědeček koupil v roce 1410 a jeho otec prodal v roce 1495 Pluhům z Rabštejna. Ferdinand I. si však zanedlouho vyžádal tento majetek zpět. V září 1547 Jindřichova vojska okupovala zámek Greiz a vyhnala Reussy pryč. Listinou císaře Karla V. ze dne 24. května 1548 byl Jindřich IV. jmenován na říšském sněmu v Augsburgu říšským okněžněným purkrabím míšeňským. Dne 21. ledna 1549 vydal král Ferdinand I. Jindřichovi slavnostní lenní listinu nad reusskými a gerskými panstvími. Tímto byl Jindřich oficiálně jmenován pánem Greizu a Gery. Vyhotovení listiny o nákupu panství Plavno, Olešnice nad Halštrovem (včetně hradu Voigtsberg) a Amt Pausa do dědičného vlastnictví proběhlo nedlouho poté 10. dubna 1549.
V létě roku 1551 dostal Jindřich poprvé po dlouhé době dovolenou a mohl se věnovat zděděným českým panstvím i těm novým ve Fojtsku. Proto svolal zástupce všech fojtských panství na společný zemský sněm ve Schleizu, který zahájil 28. července 1551. V Plavnu bylo zřízeno místodržitelství jako nejvyšší zemský úřad pro všechna fojtská panství. Pro Greiz vydal 8. září 1551 první soudní řád a nařízení o policii. Jedenáctého září následovala nápojová daň a nařízení o říšském feniku (Reichspfennigordnung). V polovině října opustil Fojtsko a odešel nejprve do Prahy a poté do Vídně. Na své fojtské území se už nikdy nevrátil. Přestože byl katolík po celý svůj život, zdržel se všech pokusů o rekatolizaci svých fojtských panství, podporoval evangelickou církev a v roce 1552 vydal purkrabský církevní řád navržený vrchním evangelickým plavenským superindendantem.

### Pasovská smlouva a boj proti Albrechtovi Alcibiadovi

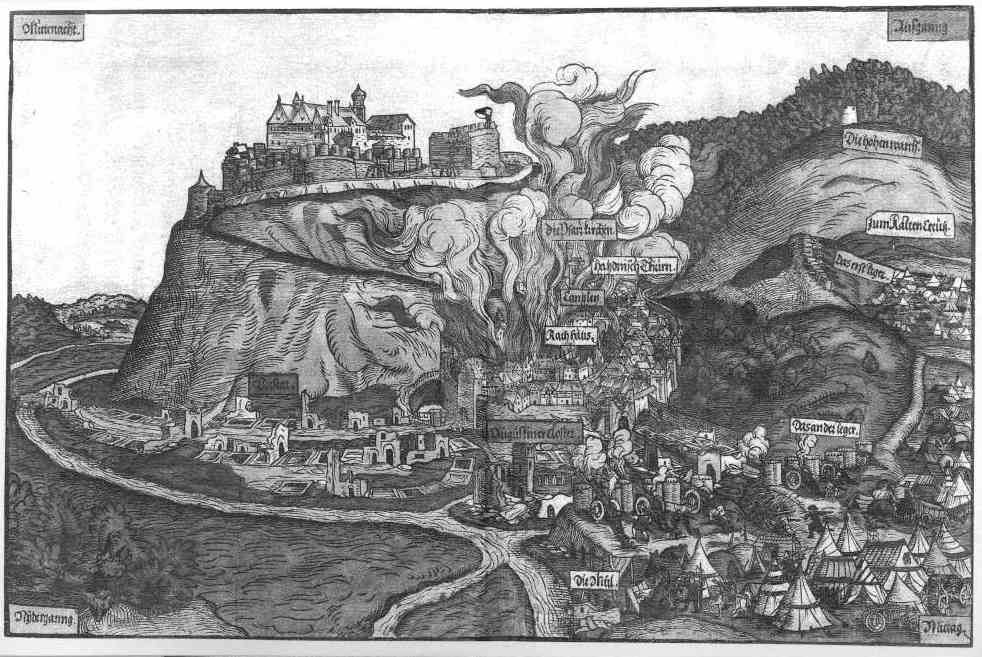
Obléhání Plassenburgu, moderní dřevořezba Hanse Glasera

Ve dnech 15. a 16. března 1552 se Jindřich IV. setkal s kurfiřtem Mořicem Saským v Lipsku a připravil setkání Mořice a Ferdinanda I. v Linci, které se uskutečnilo 18. dubna 1552. Zásady, které se zde sjednaly, tvořily základ Pasovské dohody z 22. července 1552. Jindřich IV. musel v zájmu krále Ferdinanda I. přesvědčit císaře Karla V., ten nakonec Pasovskou dohodu zpečetil 15. srpna v Mnichově. Během následného tureckého tažení se zdržel Jindřich do konce listopadu v Győru.
Jindřich IV. se jako český nejvyšší kancléř aktivně podílel na vytvoření nového mírového řádu pro Říši. Chebské rozhodnutí z 6. května 1553 pak vedlo ke spojení zájmů Heidelberského a Chebského svazu.
Dne 29. června 1553 se Jindřich a Mořic setkali v Nordhausenu a projednali poslední podrobnosti postupu proti markraběti Albrechtovi Alcibiadovi Braniborsko-Kulmbašskému. Mořic byl krátce poté 9. červenec 1553 smrtelně zraněn v bitvě u Sievershausenu. Nyní Jindřich převzal roli vůdce spojenců proti Albrechtu Alcibiadovi. Dne 7. srpna začal Jindřich s obléháním Hofu, který 28. září obsadil, ale již 11. října byl znovu dobyt Albrechtovými vojsky. Dne 27. listopadu se spojencům znovu podařilo obsadit Hof. Jako místodržitele Hofu ustanovil Jindřich IV. Jiřího Wolfa z Kotzau. Poté začalo obléhání Plassenburgu u Kulmbachu, při kterém Jindřich ráno 19. května 1554 v Stadtsteinachu zemřel. Dne 24. května byl podle svého přání pohřben v kostele svatého Jana v Plavně.